# گویجه قملاق
گوجه قملاق یکی از روستاهای استان آذربایجان شرقی است که در دهستان قرانقو بخش مرکزی شهرستان هشترود واقع شده‌است.